# Camunni

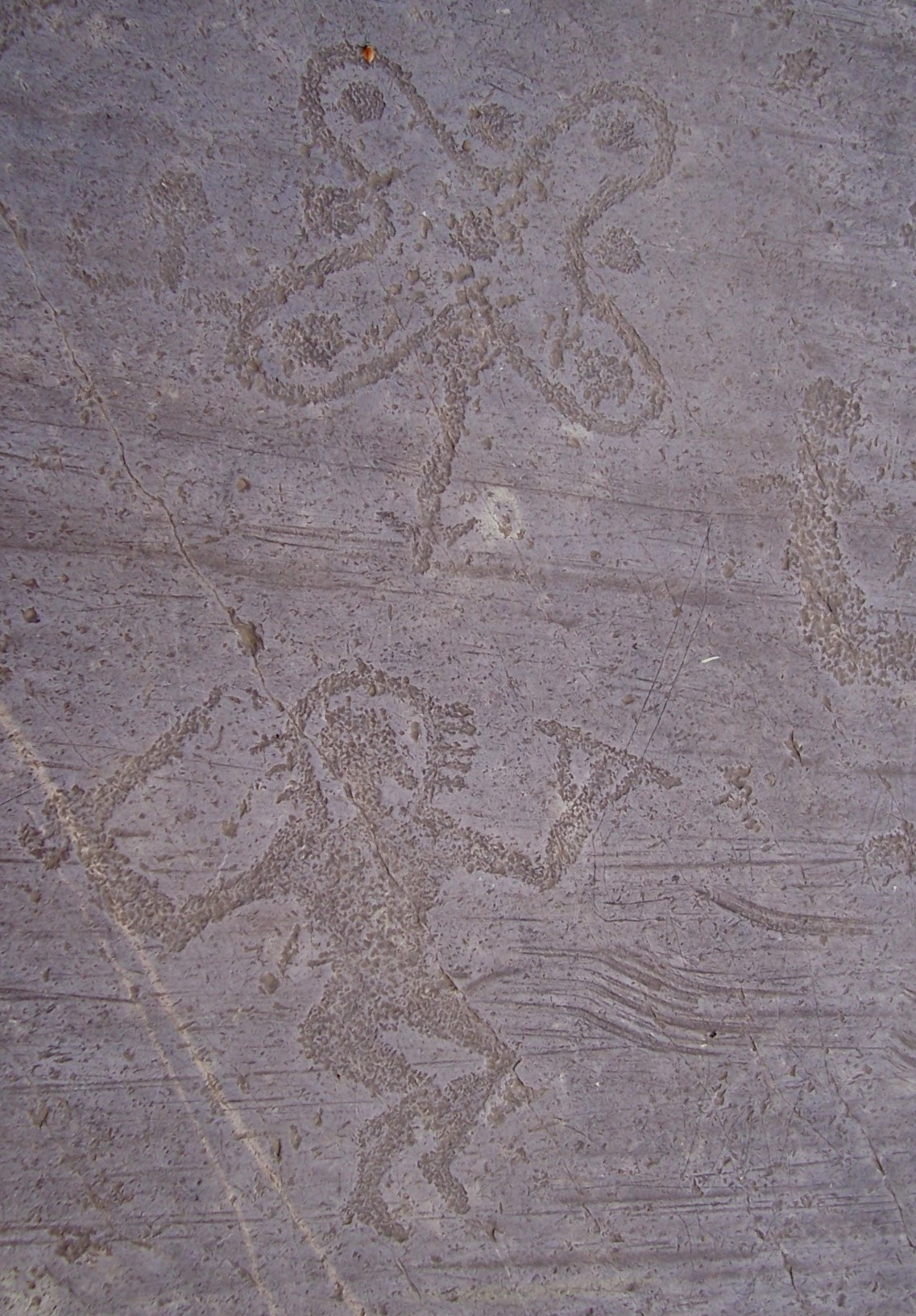
Felsbilder im Valcamonica: Camunische Rose zwei menschlichen Figuren (eine im "Martellina", die andere in "Graffiti")

Die Camunni bildeten die alte eisenzeitliche Bevölkerung im Val Camonica (heutige Lombardei) des 1. Jahrtausends v. Chr. Der lateinische Name Camunni wurde ihnen von den Autoren des 1. Jahrhunderts zugeschrieben. Sie werden auch als die „antiken Camuni“ bezeichnet, um sie von den heutigen Bewohnern des Tals, den Camuni, zu unterscheiden. Die Camunni haben eine große Anzahl von Felszeichnungen hinterlassen, ihr Name ist mit den berühmten Felsbildern im Valcamonica verbunden.
Die Herkunft der Camunni ist ungeklärt. Das Val Camonica ist durch eine jahrtausendealte kulturelle Tradition gekennzeichnet, die mindestens bis ins Frühneolithikum zurückreicht. Die Camunni (altgriechisch Καμοῦνοι nach Strabon oder Καμούννιοι nach Cassius Dio) werden in den klassischen historiographischen Quellen aus dem 1. Jahrhundert v. Chr. erwähnt.
Von Rom in den Augusteischen Alpenfeldzügen zu Beginn des 1. Jahrhunderts n. Chr. erobert, wurden die Camunni allmählich in die politischen und sozialen Strukturen des Römischen Reiches integriert. Eine gewisse Selbstverwaltung als Res Publica Camunnorum und das römische Bürgerrecht seit der zweiten Hälfte des 1. Jahrhunderts sprechen für einen schnellen Prozess der Romanisierung.

## Geschichte

### Die Camunni in den klassischen Quellen
Der griechische Historiker Strabon (um 58 v. Chr.–25 n. Chr.) behauptete, die Camunni seien ein Teil der rätischen Völker und mit den Lepontiern verwandt, die zu den Kelten gezählt wurden:

«Ἑξῆς δὲ τὰ πρὸς ἕω μέρη τῶν ὀρῶν καὶ τὰ ἐπιστρέφοντα πρὸς νότον Ῥαιτοὶ καὶ Ὀυινδολικοὶ κατέχουσι, συνάπτοντες Ἐλουηττίοις καὶ Βοίοις· ἐπίκεινται γὰρ τοῖς ἐκείνων πεδίοις. Οἱ μὲν οὖν Ῥαιτοὶ μέχρι τῆς Ἰταλίας καθήκουσι τῆς ὑπὲρ Οὐήρωνος καὶ Κώμου. Καὶ ὅ γε Ῥαιτικὸς οἶνος, τῶν ἐν τοῖς Ἰταλικοῖς ἐπαινουμένων οὐκ ἀπολείπεσθαι δοκῶν, ἐν ταῖς τούτων ὑπωρείαις γίνεται· διατείνουσι δὲ καὶ μέχρι τῶν χωρίων, δι' ὧν ὁ Ῥῆνος φέρεται· τούτου δ' εἰσὶ τοῦ φύλου καὶ Ληπόντιοι καὶ Καμοῦνοι. Οἱ δὲ Ὀυινδολικοὶ καὶ Νωρικοὶ τὴν ἐκτὸς παρώρειαν κατέχουσι τὸ πλέον· μετὰ Βρεύνων καὶ Γεναύνων, ἤδη τούτων Ἰλλυριῶν. Ἅπαντες δ' οὗτοι καὶ τῆς Ἰταλίας τὰ γειτονεύοντα μέρη κατέτρεχον ἀεὶ καὶ τῆς Ἐλουηττίων καὶ Σηκοανῶν καὶ Βοίων καὶ Γερμανῶν. Ἰταμώτατοι δὲ τῶν μὲν Ὀυινδολικῶν ἐξητάζοντο Λικάττιοι καὶ Κλαυτηνάτιοι καὶ Ὀυέννωνες, τῶν δὲ Ῥαιτῶν Ῥουκάντιοι καὶ Κωτουάντιοι.»

Der römische Geschichtsschreiber Plinius der Ältere (23–79 n. Chr.) sprach unter Berufung auf die Origines von Cato den Älteren (234–139 v. Chr.), von den Camunni als einem von mehreren Stämmen der Euganeer:

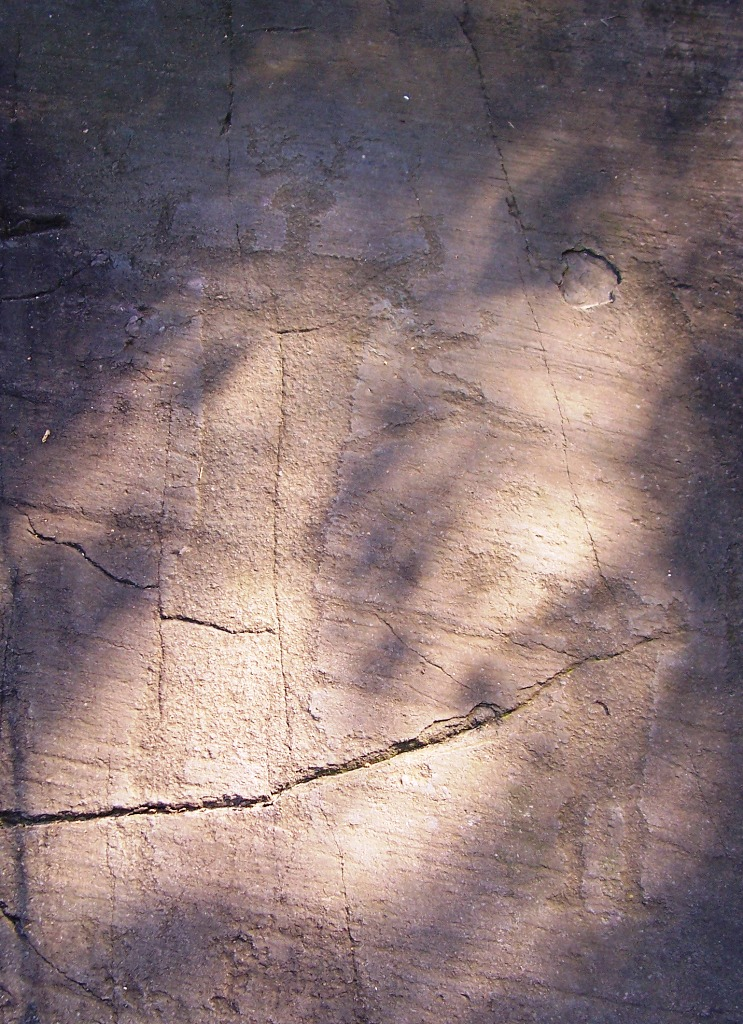
Cernunnos auf Felszeichnungen im Nationalpark von Naquane (Capo di Ponte)

“Verso deinde in Italiam pectore alpium Latini iuris Euganeae gentes, quarum oppida XXXIIII enumerat Cato. ex iis Trumplini, venalis cum agris suis populus, dein Camunni conpluresque similes finitimis adtributi municipis ex iis Trumplini, agris venalis cum suis populus, dein Camunni conpluresque parabolas finitimis adtributi municipis”

### Kontakte mit den Etruskern und Kelten
Rund um das fünfte Jahrhundert v. Chr. gerieten die Etrusker, die bereits weite Teile der Poebene besiedelt hatten, in Kontakt mit den alpinen Völkern.
Spuren des Einflusses dieser Kultur gibt es im camunischen Alphabet, das über zweihundert Eingaben enthält und dem Nord-etruskischen Alphabet ähnelt, und in der gleichen Zeit in Felsmalereien. Um das dritte Jahrhundert v. Chr. kamen die keltischen Gallier aus Gallien nördlich der Alpen, ließen sich in der Po-Ebene nieder und kamen in Kontakt mit der camunnischen Bevölkerung: Von Kontakt zu diesen Kelten zeugen Figuren der keltischen Gottheit Cernunnos.

### Die römische Eroberung

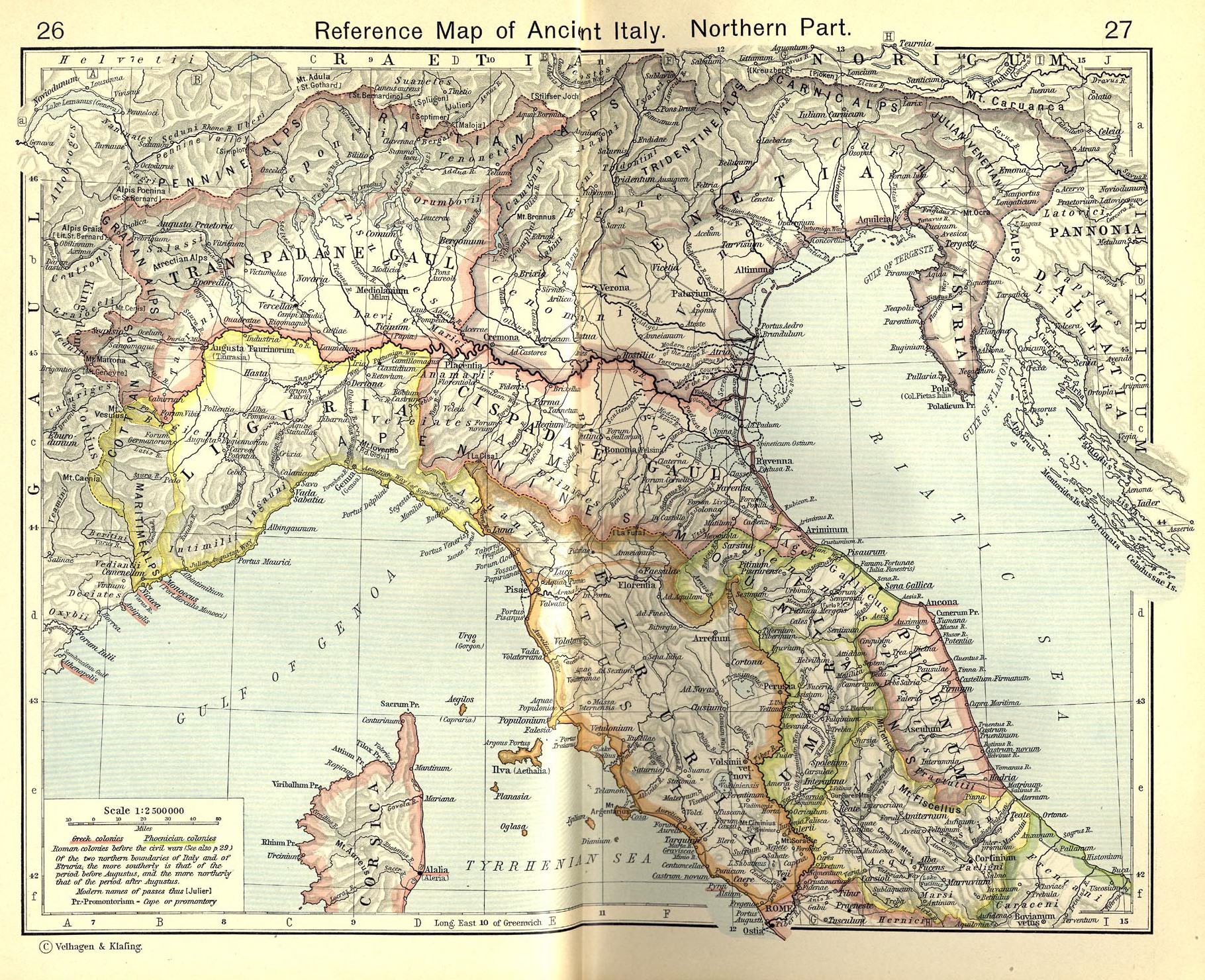
Nord-Italien nach dem "Historischen Atlas": Die Camunni im nordwestlichen Venetien

Das Valcamonica unterlag dem Römischen Reich im Rahmen der Eroberungskampagnen durch Augustus unter operativer Leitung seiner Söhne Drusus und Tiberius (dem späteren Kaiser) in den Jahren 16 und 15 v. Chr.

“καὶ γὰρ  Καμούννιοι καὶ Ὁέννιοι αλπικα γένη, όπλα τε αντηραντο καὶ νικηθέντες aπο Ποιβλιο Σιλίου εχειρώθησαν.”

Auf dem Tropaeum Alpium, einem Siegesdenkmal des Augustus, errichtet in den Jahren 7–6 v. Chr. nahe der Stadt La Turbie, sind die Namen der in den Alpenfeldzügen besiegten Völker zu lesen, darunter die Camunni an zweiter Stelle nach den benachbarten Trumpilini und vor den Venostes. Es dürfte sich dabei um eine zeitliche Reihenfolge der Feldzüge handeln:

“· GENTES ALPINAE DEVICTAE TRVMPILINI · CAMVNNI · VENOSTES · ...”

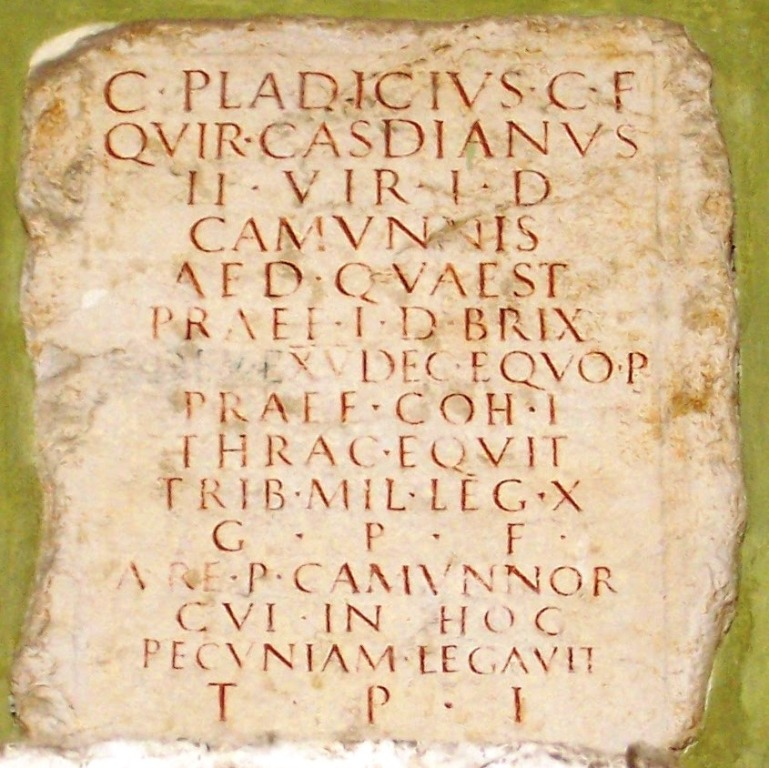
Schilder aus römischer Zeit gefunden in Cividate Camuno, mit den Begriffen: QUIR(ina), CAMUNNIS and RE P(ublica) CAMUNNOR(um)

Nach der Unterwerfung durften die Camunni zunächst eine eigene Stammes-Verfassung beibehalten. Die Stammesgemeinde erscheint als Res Publica Camunnorum. Die Angehörigen der Camunni erhielten zunächst den Status des peregrinus, in späterer Zeit das römische Bürgerrecht. Die den Camunni im Rahmen der üblichen römischen Praxis zugeordnete Verwaltungsstadt war wahrscheinlich Brixia.
Die Romanisierung ging von Civitas Camunnorum aus, einer Stadt, die von den Römern um 23 v. Chr. während der Regentschaft des Tiberius gegründet worden war. Ab dem ersten Jahrhundert gibt es bereits zahlreiche Zeugnisse von Legionären, Handwerkern und sogar Gladiatoren camunnischer Herkunft in verschiedenen Teilen des Römischen Reiches. Auch die Religion ging durch den Mechanismus der interpretatio Romana, um ein mit dem Synkretismus der Römer vereinbartes Glaubensbild zu schaffen.

## Religion
Aus der römischen Zeit stammt das fein mit Mosaiken verzierte Heiligtum der Minerva in Spinera, gefunden durch Breno im Jahr 1986.
In der Spätantike kam es zur Christianisierung der Region. Vom 4. bis 5. Jahrhundert wurden alte Kultstätten zerstört; so wurden die Statuen des Ossimo und Cemmo beseitigt und der Tempel der Minerva brannte ab.

## Sprache
Unter den Felsenzeichnungen im Val Camonica gibt es einige Inschriften in camunnischer Sprache, in einer nördlichen Variante des etruskischen Alphabets. Die Zeugnisse der Sprache sind aber knapp und nicht befriedigend zu entziffern.
Die Deutungen konzentrieren sich bislang auf das Erschließen einzelner Morpheme, so wurde etwa die Endung -au als mutmaßlicher Marker für den maskulinen Nominativ Singular identifiziert, während -au patronymische Bildungen markieren dürfte.
Das Wissen über die Camunni ist nach wie vor zu unsicher, um festzustellen, zu welcher Sprachfamilie ihre Sprache gehört hat. Möglicherweise sprachen die Camunni eine keltische oder eine sonstige indoeuropäische Sprache, oder aber eine rätisch-nordetruskische oder sonstige Sprache.